# Silvestar I.
Silvestar I. (Sant'Angelo a Scala, 285. – Rim, 31. prosinca 335.) bio je papa od 31. siječnja 314. do 31. prosinca 335. godine.

## Životopis
Rodio se u Rimu u kršćanskoj obitelji oca Rufina i majke Juste. Otac mu je rano umro te ga odgajao svećenik Cirin. Nakon školovanja zaređen je za svećenika. Jednom je prilikom u kuću primio nekog bogatog antiohijskog kršćanina Timoteja.
Pogani su bili uhvatili Timoteja te mu odsjekli glavu. Silvestar je noću uzeo njegovo tijelo te ga sahranio. Kako je upravitelj grada Tarkvinije mislio da je Timotej ostavio veliko bogatstvo, dao je zatvoriti Silvestra. Prema predaji, Silvestar je Tarkviniju predvidio smrt istoga dana. Nakon što je Silvestar utamničen, Tarkvinije je otišao na večeru te su mu se kosti ribe zaglavile u grlu te je umro. Nakon toga se Silvestar uspio izbaviti iz zatvora.
Nakon smrti rimskoga biskupa, pape Miltijada, izabran je Silvestar za novoga papu. Započeo je svoj ponitifkat 31. siječnja 314. godine. Iste je godine vijećao sabor od sto biskupa u Arlesu o donatistima gdje je osuđen njihov nauk. Papa Silvestar je odobri saborsku osudu.
Za njegova je pontifikata, rimski car bio Konstantin I. Veliki, koji je prethodno 313. godine donio Milanski edikt kojim je kršćanstvu zajamčena sloboda. Prema jednoj legendi Silvestar je krstio Konstantina potkraj njegova života.
Za vrijeme njegova pontifikata održan je Prvi opći sabor u Niceji (325.), na kojem je osuđen arijanizam. Zbog starosti, nije mogao osobno prisustvovati saboru te je poslao dva rimska svećenika kao izaslanike, Vida i Vincencija.
Bio je prvi papa koji je umro prirodnom smrću, 31. prosinca 335. godine.

## Štovanje
Proglašen je svetim, a spomendan mu je 31. prosinca, posljednjeg dana u godini, koji se po njemu naziva i Silvestrovo.
U ikonografiji se prikazuje u papinskoj odori, s mitrom ili tijarom te sa biskupskim štapom i knjigom. Također, nekada se pokraj njegovih nogu prikazuje bik. Nekada se pojavljuje i sa zmajem, što simbolizira slamanje poganstva u Rimskom Carstvu za vrijeme njegova pontifikata. Spomendan mu je 31. prosinca; taj se dan po njemu naziva „Silvestrovo”. Relikvije mu se čuvaju u Rimu u crkvi svetog Silvestra. Zaštitnik je od gube te je zaštitnik stoke i stočne hrane.

### U Hrvatskoj
U Kanfanaru je 1696. godine izgrađena župna crkva svetog Silvestra. Na otoku Biševu kod Visa je sredinom 16. stoljeća izgrađena crkva njemu u čast. Na brdu Starom Draguću (općina Cerovlje) postojala je prije crkva svetog Silvestra. U Oprtlju je u 15. stoljeću izgrađena crkva svetog Silvestra te u blizini Galižane srednjovjekovna kapela svetog Silvestra. U Zadru je postojala crkva svetog Silvestra te Bičevalačka bratovština s njegovim imenom. Na području Splita naziva se i kao sveti Salvestar.

## Poveznice
- Silvestrovo

### Knjige
- Iveković, Francisko. 1908. Životi svetaca i svetica Božjih: Listopad, studeni, prosinac. Dijel 4. 2. izdanje. Hrvatsko katoličko tiskovno društvo. Zagreb.

### Članci
- Dragić, Marko. 2015. Silvestrovo u hrvatskoj tradicijskoj kulturi. Crkva u svijetu. Sveučilište u Splitu - Katolički bogoslovni fakultet. Split. 50 (2): 303–323

## Vanjske poveznice
Ostali projekti
|  | Zajednički poslužitelj ima još gradiva o temi Silvestar I. |